# Египет на летних Олимпийских играх 2024

## Квалификация
| № п/п | Вид спорта                  | Мужчины        | Мужчины                | Женщины        | Женщины                | Всего          | Всего                  |
| № п/п | Вид спорта                  | Завоевано квот | Количество спортсменов | Завоевано квот | Количество спортсменов | Завоевано квот | Количество спортсменов |
| ----- | --------------------------- | -------------- | ---------------------- | -------------- | ---------------------- | -------------- | ---------------------- |
| 1     | Академическая гребля        | 2              | 3                      |                |                        | 2              | 3                      |
| 2     | Бокс                        | 2              | 2                      | 1              | 1                      | 3              | 3                      |
| 3     | Борьба                      | 9              | 9                      | 1              | 1                      | 10             | 10                     |
| 4     | Гандбол                     | 1              | 14                     |                |                        | 1              | 14                     |
| 5     | Гребля на байдарках и каноэ |                |                        | 1              | 1                      | 1              | 1                      |
| 6     | Конный спорт                |                |                        |                |                        | 1              | 1                      |
| 7     | Настольный теннис           | 3              | 3                      | 3              | 3                      | 7              | 6                      |
| 8     | Парусный спорт              | 1              | 1                      | 1              | 1                      | 2              | 2                      |
| 9     | Плавание                    | 2              | 1                      |                |                        | 2              | 1                      |
| 10    | Прыжки в воду               | 2              | 2                      | 2              | 2                      | 4              | 4                      |
| 11    | Синхронное плавание         |                |                        |                |                        | 2              | 8                      |
| 12    | Современное пятиборье       | 2              | 2                      | 1              | 1                      | 3              | 3                      |
| 13    | Стрельба                    | 5              | 5                      | 6              | 6                      | 11             | 11                     |
| 14    | Стрельба из лука            | 1              | 1                      | 1              | 1                      | 2              | 2                      |
| 15    | Тхэквондо                   | 2              | 2                      | 1              | 1                      | 3              | 3                      |
| 16    | Фехтование                  | 9              | 9                      | 7              | 7                      | 16             | 16                     |
| 17    | Футбол                      | 1              | 18                     |                |                        | 1              | 18                     |
|       | ИТОГО                       | 42             | 72                     | 25             | 25                     | 71             | 106                    |

## Медали
| Медаль | Спортсмен(ы) | Вид спорта | Дисциплина | Дата |
| ------ | ------------ | ---------- | ---------- | ---- |

| Вид спорта | 1 | 2 | 3 | Всего |

| Медали по датам | Медали по датам | Медали по датам | Медали по датам | Медали по датам | Медали по датам |
| --------------- | --------------- | --------------- | --------------- | --------------- | --------------- |
| Дата            | 1               | 2               | 3               | Всего           |                 |

## Состав команды
Академическая гребля
1. Квота1
2. Квота2
3. Квота3

 Бокс
1. Омар Элавади[англ.]
2. Абдельрахман Ораби
3. Йомна Айяди[англ.]

 Борьба
Вольная борьба
1. Гамаль Мохамед
2. Амр Реда Хуссен
3. Мостафа Эльдерс
4. Диааелдин Камал
5. Нада Медани

Греко-римская борьба
1. Моамен Ахмед Мохамед[англ.]
2. Махмуд Абдельрахман
3. Мохамед Метвалли
4. Мохамед Али Габр
5. Абделлатиф Мохамед

 Гандбол
1. Квота1
2. Квота2
3. Квота3
4. Квота4
5. Квота5
6. Квота6
7. Квота7
8. Квота8
9. Квота9
10. Квота10
11. Квота11
12. Квота12
13. Квота13
14. Квота14

Гребля на байдарках и каноэ
 Гребля на гладкой воде
1. Квота1

 Конный спорт
1. Квота1

 Настольный теннис
1. Квота1
2. Квота2
3. Квота3
4. Квота1
5. Квота2
6. Квота3

 Парусный спорт
1. Квота1
2. Квота2

 Плавание
1. Марван эль-Камаш[англ.]

 Прыжки в воду
1. Квота1
2. Квота2
3. Квота1
4. Квота2

 Синхронное плавание
1. Квота1
2. Квота2
3. Квота3
4. Квота4
5. Квота5
6. Квота6
7. Квота7
8. Квота8

 Современное пятиборье
1. Моханад Шабан[англ.]
2. Ахмед эль-Генди[англ.]
3. Малак Исмаил[англ.]

 Стрельба
1. Квота1
2. Квота2
3. Квота3
4. Квота4
5. Квота5
6. Квота1
7. Квота2
8. Квота3
9. Квота4
10. Квота5
11. Квота6

 Стрельба из лука
1. Квота1
2. Квота2

 Тхэквондо
1. Ахмед Нассар[англ.]
2. Сейф Эйсса[англ.]
3. Айя Шехата[англ.]

 Фехтование
1. Квота1 (шпага)
2. Квота2 (шпага)
3. Квота3 (шпага)
4. Квота4 (рапира)
5. Квота5 (рапира)
6. Квота6 (рапира)
7. Квота7 (сабля)
8. Квота8 (сабля)
9. Квота9 (сабля)
10. Квота1 (шпага)
11. Квота2 (шпага)
12. Квота3 (шпага)
13. Квота4 (рапира)
14. Квота5 (рапира)
15. Квота6 (рапира)
16. Нада Хафез[англ.]

 Футбол
1. Квота1
2. Квота2
3. Квота3
4. Квота4
5. Квота5
6. Квота6
7. Квота7
8. Квота8
9. Квота9
10. Квота10
11. Квота11
12. Квота12
13. Квота13
14. Квота14
15. Квота15
16. Квота16
17. Квота17
18. Квота18

## Академическая гребля
Египет завоевал две квоты на участие в соревнованиях по академической гребле на Африканской квалификационной регате 2024 года в Тунисе.
Мужчины
| Спортсмен | Дисциплина               | Заезд | Заезд | Утеш. заезд | Утеш. заезд | Полуфиналы | Полуфиналы | Финалы | Финалы |
| Спортсмен | Дисциплина               | Время | Место | Время       | Место       | Время      | Место      | Время  | Место  |
| --------- | ------------------------ | ----- | ----- | ----------- | ----------- | ---------- | ---------- | ------ | ------ |
|           | Одиночки                 |       |       |             |             |            |            |        |        |
|           | Двойки парные, легковесы |       |       |             |             |            |            |        |        |

Легенда: FA=Финал А (медали); FB=Финал В; FC=Финал С; FD=Финал D; FE=Финал E; FF=Финал F; SA/B=Полуфиналы A/B; SC/D=Полуфиналы C/D; SE/F=Полуфиналы E/F; QF=Четвертьфиналы; R=Утешительные заезды

## Бокс
Египет завоевал два места в мужской и одно место в женский олимпийские турниры по боксу на Африканском квалификационном турнире 2024 года в Дакаре, Сенегал.
| Спортсмен          | Категория        | 1 раунд            | 1/8 финала         | Четвертьфиналы     | Полуфиналы         | Финал              | Финал |
| Спортсмен          | Категория        | Соперник Результат | Соперник Результат | Соперник Результат | Соперник Результат | Соперник Результат | Место |
| ------------------ | ---------------- | ------------------ | ------------------ | ------------------ | ------------------ | ------------------ | ----- |
| Омар Элавади       | Мужчины до 71 кг |                    |                    |                    |                    |                    |       |
| Абдельрахман Ораби | Мужчины до 80 кг |                    |                    |                    |                    |                    |       |
| Йомна Айяди        | Женщины до 54 кг |                    |                    |                    |                    |                    |       |

## Борьба
Египет завоевал одно место в турнир по греко-римской борьбе на Чемпионате мира по борьбе 2023 года в Белграде, Сербия и восемь мест на Африкано-Океанском квалификационном турнире в Каире, Египет: четыре в мужские и одно в женские соревнования по вольной больше, а также четыре места в турнир по греко-римской борьбе.
Вольная борьба
| Спортсмен       | Категория         | 1/8 финала         | Четвертьфиналы     | Полуфиналы         | Утеш.поединки      | Финал / За 3 место | Финал / За 3 место |
| Спортсмен       | Категория         | Соперник Результат | Соперник Результат | Соперник Результат | Соперник Результат | Соперник Результат | Место              |
| --------------- | ----------------- | ------------------ | ------------------ | ------------------ | ------------------ | ------------------ | ------------------ |
| Гамаль Мохамед  | Мужчины до 57 кг  |                    |                    |                    |                    |                    |                    |
| Амр Реда Хуссен | Мужчины до 74 кг  |                    |                    |                    |                    |                    |                    |
| Мостафа Эльдерс | Мужчины до 97 кг  |                    |                    |                    |                    |                    |                    |
| Диааелдин Камал | Мужчины до 125 кг |                    |                    |                    |                    |                    |                    |
| Нада Медани     | Женщины до 50 кг  |                    |                    |                    |                    |                    |                    |

Греко-римская борьба
| Спортсмен            | Категория         | 1/8 финала         | Четвертьфиналы     | Полуфиналы         | Утеш.поединки      | Финал / За 3 место | Финал / За 3 место |
| Спортсмен            | Категория         | Соперник Результат | Соперник Результат | Соперник Результат | Соперник Результат | Соперник Результат | Место              |
| -------------------- | ----------------- | ------------------ | ------------------ | ------------------ | ------------------ | ------------------ | ------------------ |
| Моамен Ахмед Мохамед | Мужчины до 60 кг  |                    |                    |                    |                    |                    |                    |
| Махмуд Абдельрахман  | Мужчины до 77 кг  |                    |                    |                    |                    |                    |                    |
| Мохамед Метвалли     | Мужчины до 87 кг  |                    |                    |                    |                    |                    |                    |
| Мохамед Али Габр     | Мужчины до 97 кг  |                    |                    |                    |                    |                    |                    |
| Абделлатиф Мохамед   | Мужчины до 130 кг |                    |                    |                    |                    |                    |                    |

## Гандбол
Мужская сборная Египта по гандболу отобралась для участия в олимпийском турнире, выиграв Чемпионат Африки 2024 года в Каире, Египет.
| Команда | Соревнование   | Групповая стадия | Групповая стадия | Групповая стадия | Групповая стадия | Групповая стадия | Групповая стадия | Четвертьфиналы | Полуфиналы    | Финал / За 3 место | Финал / За 3 место |
| Команда | Соревнование   | Соперник Счёт    | Соперник Счёт    | Соперник Счёт    | Соперник Счёт    | Соперник Счёт    | Место            | Соперник Счёт  | Соперник Счёт | Соперник Счёт      | Место              |
| ------- | -------------- | ---------------- | ---------------- | ---------------- | ---------------- | ---------------- | ---------------- | -------------- | ------------- | ------------------ | ------------------ |
| Египет  | Мужской турнир |                  |                  |                  |                  |                  |                  |                |               |                    |                    |

### Мужской турнир
Состав команды
- Команда из 14 игроков

## Гребля на байдарках и каноэ

### Гладкая вода
Египет завоевал право выставить одну лодку в соревнованиях по гребле на байдарках и каноэ на гладкой воде по результатам Африканской квалификационной регаты 2023 года в Абудже, Нигерия.
Женщины
| Спортсмен | Дисциплина       | Заезды | Заезды | Четвертьфиналы | Четвертьфиналы | Полуфиналы | Полуфиналы | Финалы | Финалы |
| Спортсмен | Дисциплина       | Время  | Место  | Время          | Место          | Время      | Место      | Время  | Место  |
| --------- | ---------------- | ------ | ------ | -------------- | -------------- | ---------- | ---------- | ------ | ------ |
|           | Байдарка-1 500 м |        |        |                |                |            |            |        |        |

## Конный спорт
Египет получил одно место в личные соревнования по конкуру в соответствии с олимпийским рейтингом FEI.

### Конкур
| Спортсмен | Лошадь | Дисциплина    | Квалификация | Квалификация | Финал | Финал | Финал |
| Спортсмен | Лошадь | Дисциплина    | Штраф        | Место        | Штраф | Время | Место |
| --------- | ------ | ------------- | ------------ | ------------ | ----- | ----- | ----- |
|           |        | Личный турнир |              |              |       |       |       |

## Настольный теннис
Египет завоевал право выставить мужскую и женскую команду, пару в миксте, а также автоматически по два игрока в мужском и женском индивидуальных турнирах по итогам Чемпионата Африки 2023 года в Тунисе.
| Спортсмен | Дисциплина      | Предварит.         | 1 Раунд            | 2 Раунд            | 3 Раунд            | 1/8                | Четвертьфиналы     | Полуфиналы         | Финал / За 3 место | Финал / За 3 место |
| Спортсмен | Дисциплина      | Соперник Результат | Соперник Результат | Соперник Результат | Соперник Результат | Соперник Результат | Соперник Результат | Соперник Результат | Соперник Результат | Место              |
| --------- | --------------- | ------------------ | ------------------ | ------------------ | ------------------ | ------------------ | ------------------ | ------------------ | ------------------ | ------------------ |
|           | Мужчины личное  |                    |                    |                    |                    |                    |                    |                    |                    |                    |
|           |                 |                    |                    |                    |                    |                    |                    |                    |                    |                    |
|           | Мужчины команды | —                  | —                  | —                  | —                  |                    |                    |                    |                    |                    |
|           | Женщины личное  |                    |                    |                    |                    |                    |                    |                    |                    |                    |
|           |                 |                    |                    |                    |                    |                    |                    |                    |                    |                    |
|           | Женщины команды | —                  | —                  | —                  | —                  |                    |                    |                    |                    |                    |
|           | Микст пары      | —                  | —                  | —                  | —                  |                    |                    |                    |                    |                    |

## Парусный спорт
Египет завоевал право выставить по одной лодке (яхте) в нижеследующих классах судов по результатам Африканской регаты 2023 года в Сома-Бей, Египет,
Медальные гонки
| Спортсмен | Дисциплина     | Гонка | Гонка | Гонка | Гонка | Гонка | Гонка | Гонка | Гонка | Гонка | Гонка | Гонка | Гонка | Гонка | Гонка | Гонка | Гонка | Баллы | Место |
| Спортсмен | Дисциплина     | 1     | 2     | 3     | 4     | 5     | 6     | 7     | 8     | 9     | 10    | 11    | 12    | 13    | 14    | 15    | M*    | Баллы | Место |
| --------- | -------------- | ----- | ----- | ----- | ----- | ----- | ----- | ----- | ----- | ----- | ----- | ----- | ----- | ----- | ----- | ----- | ----- | ----- | ----- |
|           | Мужчины ILCA 7 |       |       |       |       |       |       |       |       |       |       | —     | —     | —     | —     | —     |       |       |       |
|           | Женщины ILCA 6 |       |       |       |       |       |       |       |       |       |       | —     | —     | —     | —     | —     |       |       |       |

M = Медальная гонка; EL = Выбыл – не участвовал в медальной гонке

## Плавание
Египетские пловцы выполнили требования для участия в нижеследующих дисциплинах плавательного турнира Олимпиады (максимум два пловца, выполнивших Олимпийский квалификационный норматив (OST) или, возможно, Олимпийский рассматриваемый норматив (OCT)). 
Мужчины
| Спортсмен        | Дисциплина           | Заплывы | Заплывы | Полуфиналы | Полуфиналы | Финал | Финал |
| Спортсмен        | Дисциплина           | Время   | Место   | Время      | Место      | Время | Место |
| ---------------- | -------------------- | ------- | ------- | ---------- | ---------- | ----- | ----- |
| Марван эль-Камаш | 800 м вольный стиль  |         |         | —          | —          |       |       |
| Марван эль-Камаш | 1500 м вольный стиль |         |         | —          | —          |       |       |

## Прыжки в воду
Египет завоевал по одному месту по все четыре вида индивидуальных соревнований по прыжкам в воду на Африканском квалификационном турнире 2023 года в Дурбане, ЮАР.
| Спортсмен | Дисциплина                  | Квалификация | Квалификация | Полуфинал | Полуфинал | Финал | Финал |
| Спортсмен | Дисциплина                  | Баллы        | Место        | Баллы     | Место     | Баллы | Место |
| --------- | --------------------------- | ------------ | ------------ | --------- | --------- | ----- | ----- |
|           | Мужчины 3-метровый трамплин |              |              |           |           |       |       |
|           | Мужчины 10-метровая вышка   |              |              |           |           |       |       |
|           | Женщины 3-метровый трамплин |              |              |           |           |       |       |
|           | Женщины 10-метровая вышка   |              |              |           |           |       |       |

## Синхронное плавание
Египет завоевал право выставить дуэт и команду в соревнованиях по синхронному плаванию на Чемпионате мира по водным видам спорта 2023 года в Фукуоке, Япония в рамках Африканской квалификации.
| Спортсмен | Дисциплина | Техническая программа | Техническая программа | Произвольная программа (квалификация) | Произвольная программа (квалификация) | Произвольная программа (квалификация) | Произвольная программа (финал) | Произвольная программа (финал)     | Произвольная программа (финал) |
| Спортсмен | Дисциплина | Баллы                 | Место                 | Баллы                                 | Всего (техническая и произвольная)    | Место                                 | Баллы                          | Всего (техническая и произвольная) | Место                          |
| --------- | ---------- | --------------------- | --------------------- | ------------------------------------- | ------------------------------------- | ------------------------------------- | ------------------------------ | ---------------------------------- | ------------------------------ |
|           | Дуэты      |                       |                       |                                       |                                       |                                       |                                |                                    |                                |
|           | Команды    |                       |                       | —                                     | —                                     | —                                     |                                |                                    |                                |

## Современное пятиборье
Египетский пятиборец Моханад Шабан завоевал право участвовать в олимпийском турнире по современному пятиборью, выиграв Финал Кубка мира 2023 года в Анталии, Турция. Еще по одному месту в женский и мужской олимпийские турниры египетские пятиборцы завоевали на Чемпионате Африки и Океании 2023 года в Каире, Египет.
| Спортсмен       | Дисциплина     | Фехтование (шпага до 1 укола) | Фехтование (шпага до 1 укола) | Фехтование (шпага до 1 укола) | Фехтование (шпага до 1 укола) | Плавание (200 м вольный стиль) | Плавание (200 м вольный стиль) | Плавание (200 м вольный стиль) | Конный спорт (конкур) | Конный спорт (конкур) | Конный спорт (конкур) | Комбинация: стрельба и бег (10 м пистолет)/(3200 м) | Комбинация: стрельба и бег (10 м пистолет)/(3200 м) | Комбинация: стрельба и бег (10 м пистолет)/(3200 м) | Сумма | Место |
| Спортсмен       | Дисциплина     | ОР                            | БР                            | Место                         | Баллы                         | Время                          | Место                          | Баллы                          | Штраф                 | Место                 | Баллы                 | Время                                               | Место                                               | Баллы                                               | Сумма | Место |
| --------------- | -------------- | ----------------------------- | ----------------------------- | ----------------------------- | ----------------------------- | ------------------------------ | ------------------------------ | ------------------------------ | --------------------- | --------------------- | --------------------- | --------------------------------------------------- | --------------------------------------------------- | --------------------------------------------------- | ----- | ----- |
| Моханад Шабан   | Мужской турнир |                               |                               |                               |                               |                                |                                |                                |                       |                       |                       |                                                     |                                                     |                                                     |       |       |
| Ахмед эль-Генди | Мужской турнир |                               |                               |                               |                               |                                |                                |                                |                       |                       |                       |                                                     |                                                     |                                                     |       |       |
| Малак Исмаил    | Женский турнир |                               |                               |                               |                               |                                |                                |                                |                       |                       |                       |                                                     |                                                     |                                                     |       |       |

## Стрельба
Египет завоевал одно место в олимпийский турнир стрелков по результатам Чемпионата мира по стендовой стрельбе 2022 года в Осиеке, Хорватия и десять мест по результатам Чемпионата Африки по стрельбе 2023 года в Каире, Египет.
Мужчины
| Спортсмен | Дисциплина                           | Квалификация | Квалификация | Полуфинал | Полуфинал | Финал | Финал |
| Спортсмен | Дисциплина                           | Баллы        | Место        | Баллы     | Место     | Баллы | Место |
| --------- | ------------------------------------ | ------------ | ------------ | --------- | --------- | ----- | ----- |
|           | Винтовка из 3-х положений, 50 метров |              |              |           |           |       |       |
|           | Пневматическая винтовка, 10 метров   |              |              |           |           |       |       |
|           | Скорострельный пистолет, 25 метров   |              |              |           |           |       |       |
|           | Скит                                 |              |              |           |           |       |       |
|           |                                      |              |              |           |           |       |       |

Женщины
| Спортсмен | Дисциплина                            | Квалификация | Квалификация | Полуфинал | Полуфинал | Финал | Финал |
| Спортсмен | Дисциплина                            | Баллы        | Место        | Баллы     | Место     | Баллы | Место |
| --------- | ------------------------------------- | ------------ | ------------ | --------- | --------- | ----- | ----- |
|           | Винтовка из трёх положений, 50 метров |              |              |           |           |       |       |
|           | Пневматическая винтовка, 10 метров    |              |              |           |           |       |       |
|           | Пистолет, 25 метров                   |              |              |           |           |       |       |
|           | Пневматический пистолет, 10 метров    |              |              |           |           |       |       |
|           | Трап                                  |              |              |           |           |       |       |
|           | Скит                                  |              |              |           |           |       |       |

Микст
| Спортсмен | Дисциплина                         | Квалификация | Квалификация | Полуфинал | Полуфинал | Финал | Финал |
| Спортсмен | Дисциплина                         | Баллы        | Место        | Баллы     | Место     | Баллы | Место |
| --------- | ---------------------------------- | ------------ | ------------ | --------- | --------- | ----- | ----- |
|           | Пневматическая винтовка, 10 метров |              |              |           |           |       |       |
|           | Скит                               |              |              |           |           |       |       |

## Стрельба из лука
Египет получил по одному месту в мужском и женском личных олимпийских турнирах лучников по результатам Африканскго континентального квалификационного турнира 2023 года в Набуле, Тунис, и автоматически право участия в миксте.
| Спортсмен | Дисциплина                        | Предварительный раунд | Предварительный раунд | 1/64          | 1/32          | 1/16          | Четвертьфиналы | Полуфиналы    | Финал / За 3 место | Финал / За 3 место |
| Спортсмен | Дисциплина                        | Результат             | Посев                 | Соперник Счет | Соперник Счет | Соперник Счет | Соперник Счет  | Соперник Счет | Соперник Счет      | Место              |
| --------- | --------------------------------- | --------------------- | --------------------- | ------------- | ------------- | ------------- | -------------- | ------------- | ------------------ | ------------------ |
|           | Мужчины индивидуальное первенство |                       |                       | 0             |               |               |                |               |                    |                    |
|           | Женщины индивидуальное первенство |                       |                       |               |               |               |                |               |                    |                    |
|           | Микст                             |                       |                       | —             | —             |               |                |               |                    |                    |

## Тхэквондо
Египет завоевал одно место в мужском турнире в соответствии с рейтингом WT и по одному месту в мужской и женский турниры по результатам Африканского квалификационного турнира 2024 года в Дакаре, Сенегал.
| Спортсмен    | Дисциплина       | Квалификация       | 1/8 финала         | Четвертьфиналы     | Полуфиналы         | Утеш. поединки     | Финал/За 3 место   | Финал/За 3 место |
| Спортсмен    | Дисциплина       | Соперник Результат | Соперник Результат | Соперник Результат | Соперник Результат | Соперник Результат | Соперник Результат | Место            |
| ------------ | ---------------- | ------------------ | ------------------ | ------------------ | ------------------ | ------------------ | ------------------ | ---------------- |
| Ахмед Нассар | Мужчины до 68 кг |                    |                    |                    |                    |                    |                    |                  |
| Сейф Эйсса   | Мужчины до 80 кг |                    |                    |                    |                    |                    |                    |                  |
| Айя Шехата   | Женщины до 67 кг |                    |                    |                    |                    |                    |                    |                  |

## Фехтование
Египет получил по рейтингу FEI право выставить команду и трех участников в пяти из шести видов олимпийской программы фехтовальщиков. Также по рейтингу FEI Египет получил одно индивидуальное место в женской сабле.
| Спортсмен  | Дисциплина             | Раунд 64      | Раунд 32      | Раунд 16      | Четвертьфинал | Полуфинал     | Финал / За 3 место | Финал / За 3 место |
| Спортсмен  | Дисциплина             | Соперник Счет | Соперник Счет | Соперник Счет | Соперник Счет | Соперник Счет | Соперник Счет      | Место              |
| ---------- | ---------------------- | ------------- | ------------- | ------------- | ------------- | ------------- | ------------------ | ------------------ |
|            | Мужчины шпага          |               |               |               |               |               |                    |                    |
|            |                        |               |               |               |               |               |                    |                    |
|            |                        |               |               |               |               |               |                    |                    |
|            | Мужчины шпага команды  | —             | —             |               |               |               |                    |                    |
|            | Мужчины рапира         |               |               |               |               |               |                    |                    |
|            |                        |               |               |               |               |               |                    |                    |
|            |                        |               |               |               |               |               |                    |                    |
|            | Мужчины рапира команды | —             | —             |               |               |               |                    |                    |
|            | Мужчины сабля          |               |               |               |               |               |                    |                    |
|            |                        |               |               |               |               |               |                    |                    |
|            |                        |               |               |               |               |               |                    |                    |
|            | Мужчины сабля команды  | —             | —             |               |               |               |                    |                    |
|            | Женщины шпага          |               |               |               |               |               |                    |                    |
|            |                        |               |               |               |               |               |                    |                    |
|            |                        |               |               |               |               |               |                    |                    |
|            | Женщины шпага команды  | —             | —             |               |               |               |                    |                    |
|            | Женщины рапира         |               |               |               |               |               |                    |                    |
|            |                        |               |               |               |               |               |                    |                    |
|            |                        |               |               |               |               |               |                    |                    |
|            | Женщины рапира команды | —             | —             |               |               |               |                    |                    |
| Нада Хафез | Женщины сабля          |               |               |               |               |               |                    |                    |

## Футбол
Мужская сборная Египта по футболу завоевало право участвовать в олимпийском турнире, заняв второе место в Африканском Кубке наций среди молодежных команд 2023 года в Марокко.
| Команда | Соревнование   | Групповая стадия | Групповая стадия | Групповая стадия | Групповая стадия | Четвертьфиналы | Полуфиналы    | Финал / За 3 место | Финал / За 3 место |
| Команда | Соревнование   | Соперник Счёт    | Соперник Счёт    | Соперник Счёт    | Место            | Соперник Счёт  | Соперник Счёт | Соперник Счёт      | Место              |
| ------- | -------------- | ---------------- | ---------------- | ---------------- | ---------------- | -------------- | ------------- | ------------------ | ------------------ |
| Египет  | Мужской турнир |                  |                  |                  |                  |                |               |                    |                    |

### Мужской турнир
Состав команды
- Команда из 18 игроков